# ギヨーム・フォーリィ
ギヨーム・フォーリィ（フランス語: Guillaume Faury、1968年2月22日 - ）は、フランスのエンジニアであり、航空機メーカー、エアバスSAS（単純型株式会社）現会長兼親会社エアバスSE（欧州会社）最高経営責任者（CEO）を務めている実業家である。

## キャリア
ユーロコプター（現：エアバス・ヘリコプターズ）では、EC225/H225のチーフエンジニアとして大型ヘリコプターの飛行試験を担当し、10年間勤務。最終的に研究開発（R＆D）エグゼクティブ・バイスプレジデントに昇格した。2010年、自動車メーカープジョーで研究開発担当エグゼクティブ・バイスプレジデントに就任した。
2013年3月、ルッツ・ベルトリングに代わり、エアバス・ヘリコプターズのCEOに就任した。着任早々、ノルウェーでH225が墜落し乗客乗員が全員が死亡する事故が発生し、北海油田開発に使用されていた同型機が15ヶ月にわたって飛行停止となり、ポーランド軍への販売もキャンセルされる事態に直面した。中型ヘリコプター開発傾角X4プログラムを再構築し（後のH160）、フライ・バイ・ワイヤーを取り入れたAS 332スーパーピューマの後継機計画のX6開発を立ち上げた。また、高速・長距離ハイブリッドヘリコプターX3や電動VTOL機シティ・エアバス計画などの重要な研究開発プログラムに着手した。
2018年2月、ファブリス・ブレジエの後任としてエアバス商用航空機部門最高執行責任者（COO）に就任。
2018年10月8日、トム・エンダースの後任として、2019年4月10日からのエアバスCEOにエアバスの取締役会から選出された。ボーイングが計画している新たな中型飛行機、 A320neoの生産・運用上の課題、 A400Mの交渉を完了し、A330neoのような売れ行きの悪いモデルへの対処などの難題に直面している。